# Museo Memorial Lin Hse Tsu
El Museo Memorial Lin Hse Tsu (en chino, 澳門林則徐紀念館, en portugués: Museu Lin Zexu de Macau) es un museo ubicado en Nossa Senhora de Fátima, Macao, China, acerca de la llegada de Lin Hse Tsu a Macao el 3 de septiembre de 1839.

## Historia
El museo fue completado en noviembre de 1997. En junio de 2017, el museo se convirtió en parte del área donde la Asociación Internacional de Desarrollo de la Industria Tecnológica de Maca lanzó un punto de acceso Wi-Fi.

## Arquitectura
El museo contiene la estatua de Lin Hse Tsu de una altura de 4 metros en la entrada. Las salas de exhibición del museo consisten en la prohibición del comercio de opio y la inspección de Macao, memoriales permanentes, los "ojos abiertos" al mundo y Macao antes de la inspección.

## Exhibiciones
El museo exhibe cerca de 200 objetos que relatan la historia durante la gira de Lin Hse Tsu, incluyendo una colección de fotos de la venta de cigarillos en Humen, utensilios de opio, así como modelos de varios barcos como buques de guerra chinos de la dinastía Qing, barcos portugueses y barcos utilizados para el almacén del opio, etc.